# 153284 Frieman
153284 Frieman è un asteroide della fascia principale. Scoperto nel 2001, presenta un'orbita caratterizzata da un semiasse maggiore pari a 3,0430550 UA e da un'eccentricità di 0,1003151, inclinata di 6,76504° rispetto all'eclittica.